# Ramathibodi II
 (janvier 2013).
Si vous disposez d'ouvrages ou d'articles de référence ou si vous connaissez des sites web de qualité traitant du thème abordé ici, merci de compléter l'article en donnant les références utiles à sa vérifiabilité et en les liant à la section « Notes et références ».

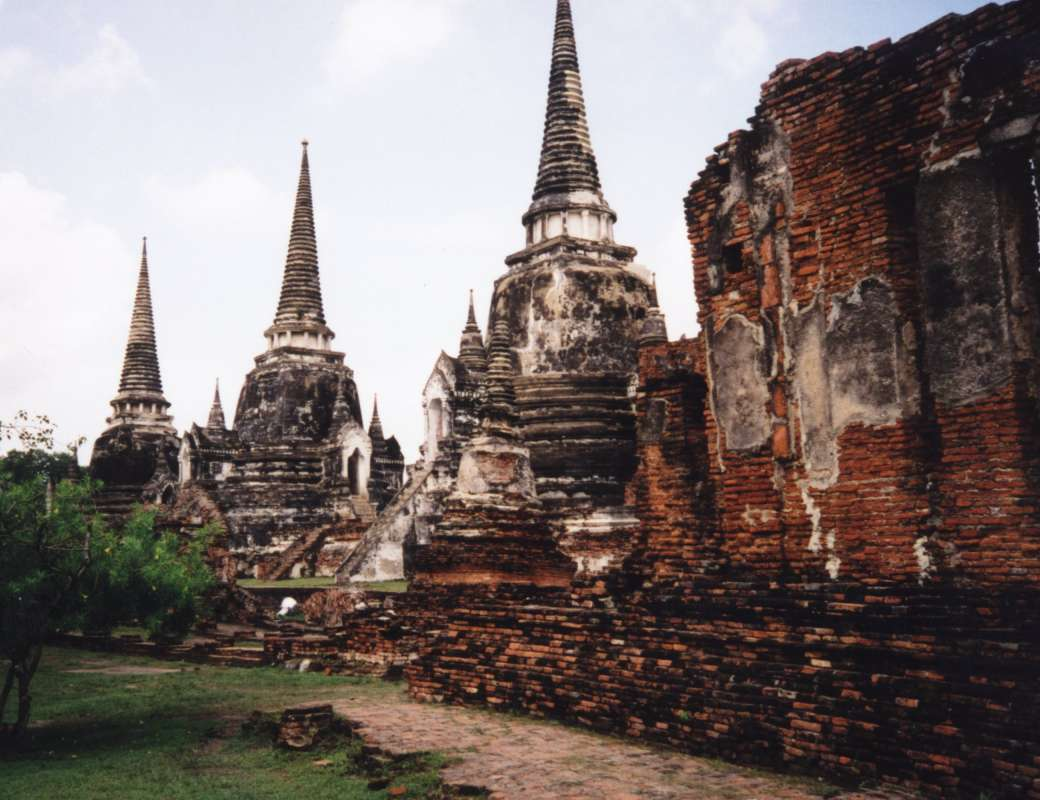
Les 3 pagodes du Wat Phra Si Sanphet à Ayutthaya, dont l'une d'elles abrite les restes de Ramathibodi II.

Somdet Phra Chettathiraj (thaï : สมเด็จพระเชษฐาธิราช) ou, après son accession au trône d'Ayutthaya, Somdet Phra Ramathibodi II (thaï : สมเด็จพระรามาธิบดีที่ 2), né en 1473, fut roi de Sukhothaï à partir de 1485 et d'Ayyuthaya à partir de 1491, jusqu'à sa mort en 1529. Son règne fut marqué par le premier contact avec la civilisation occidentale (le Portugal).

## Roi de Sukhotaï
Le Prince Chettathiraj était le plus jeune des trois fils de Trailokanat. Son frère aîné le prince Borrommaracha devint régent du royaume durant la campagne militaire de son père contre le royaume de Lanna. Son autre frère, le prince Indraracha, mourut pendant cette guerre. En 1485, Chettathiraj fut nommé Uparaja (prince héritier) et fut couronné roi de Sukhothai (titre qui revenait au prince héritier du royaume).
En 1488, Trailokanat mourut. Bien que Chettahiraja fût le prince héritier, le trône revint à son frère Borommaracha, qui devint roi sous le nom de Borommacha III. En 1491, Borommaracha mourut, laissant le trône à l'héritier de droit, qui réunit alors les deux royaumes.

## Roi d'Ayutthaya
Chettathiraj prit le nom de Ramathibodi II lors de son accession au trône.

### Invasion de Malacca
En 1500, Ramathibodi II envoya les armées siamoises soumettre le sultanat de Malacca. Après leur échec, les royaumes de Siam exigèrent un tribut du sultanat et d'autres royaumes, comme ceux de Pattani ou Pahang.
Cependant, en 1511, Malacca tomba sous la coupe du Portugais Alfonso de Albuquerque. Ses hommes arrivèrent au Siam la même année, établissant le premier contact du royaume avec l'Europe. Ces militaires furent les premiers Européens installés au Siam, où ils introduisirent l'arquebuse.

### Guerre contre le Lanna
En 1513, le roi du Lanna Kaew envahit Sukhothaï. Ramathibodi II l'écrasa à la tête des armées siamoises, puis poussa son avantage en territoire ennemi. En 1515, il mit Lampang à sac, sans l'occuper (comme c'était souvent le cas en Asie du Sud-Est). Il nomma alors son fils Atitayawongse roi de Sukhotaï.

### Établissement du système de la corvée
En Asie du Sud-Est, région peu peuplée, la taille de la population contrôlée était la base des autres pouvoirs. En 1518, Ramathibodi II établit le système de la corvée siamoise, système qui dura jusqu'à son abolition par le roi Rama V Chulalongkorn en 1905.
Les hommes du commun (phrai, en thaï : ไพร่) étaient astreints à vie au travail pour le gouvernement. Tous ceux de plus de 18 ans devaient être recensés pour servir à la guerre (phrai phaan) ou à des travaux de construction (phrai luang). Cette corvée prenait de nombreuses formes, sous la direction du Krom Phra Suratsawadi, un département de l'administration royale.

## Décès
Ramathibodi II mourut en 1529, année durant laquelle une grande comète apparut dans le ciel, comme il est relaté dans les Chroniques siamoises :

« ...Au cours de la 891e année de l'ère Chula, qui était l'année du bœuf, un signe céleste ressemblant à une flèche du dieu Indra fut aperçu dans les airs du sud-ouest ou nord-ouest, possédant une couleur blanche. Le dimanche, huitième jour de la lune montante du douzième mois, Somdet Phra Ramathibodi Chao mourut. »

Son fils le Prince Atitayawongse lui succéda sous le nom de Borommaracha IV.